# Иван Томић (фудбалер)
Иван Томић (рођен у Београду, 5. јануара 1976) је бивши српски фудбалер. Од 2007. до 2009. је био спортски директор Партизана, а током 2016. и тренер београдских црно–белих.

## Играчка каријера
Иван Томић је прошао млађе категорије новобеоградског Радничког, из ког је 1993. године прешао у Партизан. Током прве две године је ретко играо, па тек од сезоне 1995/96. постаје стартер и један од најважнијих играча тима у наредне три године. У последњој сезони је носио и капитенску траку. Током првог боравка у Партизану освојио је три титуле првака државе (1994, 1996, 1997) и два трофеја Купа (1994. и 1998).
Током 1998. године је прешао у италијанску Рому. Ретко је добијао прилику у Роми па је за прве две сезоне у клубу сакупио тек 10 наступа у Серији А. За сезону 2000/01. је позајмљен шпанском Алавесу у ком је играо стандардно и са којим је стигао до финала Купа УЕФА, у којем је Ливерпул после продужетака славио резултатом 5:4. Вратио се затим у Рому где је и даље ретко добијао шансу након чега је у јануару 2003. поново позајмљен Алавесу. Други боравак у овом клубу је био неуспешнији пошто је тим на крају 2002/03. сезоне испао из шпанске Примере. Томић је након ове сезоне постао слободан играч пошто му је истекао уговор са Ромом. Сезону 2003/04. је провео у шпанском Рајо Ваљекану са којим је наступао у Сегунди.
У мају 2004. се вратио у Партизан са којим је потписао трогодишњи уговор. У првој сезони по повратку је освојио титулу првака државе и стигао је до осмине финала Купа УЕФА. По окончању такмичарске 2006/07, Томић је завршио играчку каријеру.
Забележио је пет наступа у дресу "А" репрезентације Југославије. Дебитовао је 24. фебруара 1998. против Аргентине (1:3) у Мар де Плати, а последњи меч за "плаве" одиграо 6. октобра 2001. против Луксембурга (6:2) у Београду.

## Директорска каријера
У јулу 2007. наследио је Ненада Бјековића на позицији спортског директора ФК Партизан. Као спортски директор Партизана Томић је учествовао у освајању две узастопне "дупле круне" и требало је да обавља дужност спортског директора до 2012. године.
Након Изборне скупштине Партизана у децембру 2009. на којој је за председника поново изабран Драган Ђурић, споразумно је раскинуо уговор са "црно-белима".

## Тренерска каријера
Током 2014. године је заједно са Горданом Петрићем радио као помоћни тренер у стручном штабу Љубинка Друловића, вршиоца дужности селектора А репрезентације Србије. Први самостални тренерски ангажман је имао у омладинској репрезентацији Србије (2014–2015).
У октобру 2015. је преузео Телеоптик. Два месеца касније, у децембру 2015, постављен је за тренера Партизана. Током пролећног дела сезоне 2015/16. је могао мирно да ради, јер је трка за титулу већ била изгубљена, а успео је да тим доведе до трофеја у Купу Србије. Ипак, на старту сезоне 2016/17. клуб је бележио лоше резултате. Партизан је елиминисан од пољског Заглебја у квалификацијама за Лигу Европе, пошто су оба меча (са продужецима) одиграли без голова, а онда изгубили на пенале. На тај неуспех надовезао се реми на старту првенства са Бачком у Новом Саду, где је такође било 0:0, а онда и пораз од Напретка у Крушевцу (1:2). После тог меча Томић је поднео оставку на место тренера.

## Приватно
Супруга му је кошаркашица Катарина Лазић.

## Успеси

### Играчки
Партизан
- Првенство СР Југославије (3) : 1993/94, 1995/96, 1996/97.
- Првенство Србије и Црне Горе (1) : 2004/05.
- Куп СР Југославије (2) : 1993/94, 1997/98.

### Тренерски
Партизан
- Куп Србије (1) : 2015/16.